# 탐탐 (악기)

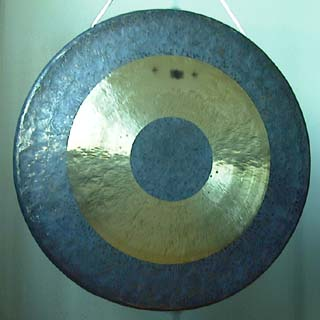
탐탐

탐탐(Tam-Tam)은 금속으로 만든 타악기이다. 청동으로 제작하며, 지름은 대부분 100cm 가량이며 150 cm정도로 큰 것도 있다.

## 개요
탐탐은 체명악기인 징, 동라와 같은 악기속으로 분류된다. 일정한 피치를 판별하기 어려울 정도로 낮은 소리가 나는데, 여운도 매우 길다.
모양은 둥글고 접시모양이며 가장자리가 직각으로 짧게 뒤로 접혔다.지름은 30cm에서 150cm 정도이다. 보통은 직경 15cm 정도의 부드러운 헤드가 달린 말렛으로 친다. 큰북의 말렛과 비슷하지만 더 크고 무게감도 있다. 악기는 보통 금속제 틀(스탠드)에 끈으로 매달아 지지한다.
중국에서 기원하였으며, 종종 악기 표 등에 무늬로 한자가 쓰여져 있다.
탐탐은 구리 80%, 주석 20%의 청동으로 만들어졌으며 중국의 특수한 연성기술을 이용해 만들어진다.
탐탐과 비슷한 악기로 인도에서 기원한 악기인 공이 있다. 이 경우 가운데에 반구 모양의 볼 부분이 있어서 이 볼 부분을 두드리면 일정한 피치를 판별할 수 있기 때문에 일반적으로 다른 악기로 취급한다. 푸치니의 오페라 《투란도트》에는 탐탐과 함께 '차이니즈 공'이 사용되는데, 이것도 음정을 가진 악기이다.
또 이름이 비슷한 악기로는 북의 일종인 톰톰(Tom-Tom)이 있다. 흔히 혼용되지만, 동으로 제작한 경우 탐탐, 가죽 북인 경우 탬탬이라고 하는 것이 일반적이다.

## 연주법
일반적으로 크고 굵직한 말렛으로 친다. 큰북용 천이나 펠트를 감은 말렛, 오래된 타이어를 감은 말렛 등이 사용된다. 롤이 요구되는 경우에는 약간 소형 말렛을 2개 사용하는 경우가 있다. 다만, 여운이 매우 긴 악기이기 때문에 한 개의 말렛으로 계속 두드려도 롤과 같은 효과가 난다.
"laissez vibrer", "Klingen lassen" 등의 지시가 있을 경우에는 여운을 멈출 필요가 없지만, 그렇지 않을 경우에는 말렛이나 손, 경우에 따라서는 몸 전체를 사용하여 소리를 멈춰야 한다.
전용 말렛이 아니라 팀파니 등의 말렛으로 치는 경우도 있는데, 이 경우에는 기존의 묵직한 음이 아니라 높고 날카로운 음이 된다.이 주법은 '멀티퍼커션'이라 불리는 타악기 주자가 여러 타악기를 나란히 놓고 여러 악기를 번갈아 칠 경우, 굵은 말렛을 교환할 시간이 없을 경우 등에 쓴다.

## 연주효과
유럽에서 최초로 탐탐을 사용한 것은 크리스토프 빌리발트 글루크에 의한 프랑스혁명 지도자 《미라보의 장송행진곡》(1791년)으로 여겨지는데, 이후 유럽에서 탐탐은 비탄과 공포를 드라마틱하게 표현하기 위해 금관악기의 무거운 화음과 함께 주로 사용되었다.
약한 단음
단독으로 두드릴 때에는 독특하면서도 섬뜩하고 애처로운 소리가 난다. 베를리오즈의 <관현악법>에서는 피아니시모에서의 효과적인 사용 예로서 마이어베어의 <악마 로베르> 제3막을 예로 든다. 낭만파 이후에도 차이코프스키의 교향곡 제6번 비창 4악장에서의 트롬본과 튜바의 절망적인 콜랄을 이끌어내는 탐탐의 솔로(비창 교향곡에서 탐탐이 사용되는 것은 이 1타뿐이다), 말러의 〈대지의 노래〉 6악장 〈고별〉첫부분에서 저음악기와 조합되어 사용되었다.
롤에 의한 크레센도
최약음부터 최강음까지 연주가 가능한데, 탐탐이 가장 빛을 발휘하는 연주법이다. 이렇게 만들어진 포르티시모는 오케스트라의 울림에 잘 녹아들어 전체의 울림을 배가시키는 효과가 있다. 이런 사용 사례로는 메시앙의 투랑갈릴라 교향곡 5, 10악장 종결부, 말러 교향곡 2번 5악장, 베베른의 관현악을 위한 6가지 소품 4곡 등이 있다. 탐탐은 거대한 금속덩어리인 데다 말렛이 경질이 아니어서 반응속도가 더디다. 이 때문에 롤에서의 크레센도도 시간을 들여 행해지는 것이 보통이지만, 스트라빈스키의 봄의 제전, 레스피기의 교향시 로마의 축제.첫 곡 치르첸세스처럼 단시간에 볼륨을 크게 틀어줄 것을 요구하는 악곡도 있다.
강한 단음
롤에 의한 최강음과 달리 단음에서의 강음은 오케스트라의 울림에서 분리된 압도적인 악센트가 된다. 절정에서 볼 수 있으며 오르프의 카르미나 부라나, 코플랜드의 시민을 위한 팡파르처럼 곡을 시작하는 데 쓰이는 경우가 있다. 자극적인 금속음이기 때문에 레드 제플린처럼 하드락에서 사용하는 사례도 있다.
민족적인 표현으로서
중국에서 유래한 악기이기 때문에 아시아, 특히 중국을 연상시키는 악기로 사용하는 방법도 있다. 라벨의 '어미거위' 제3곡 「파고다의 여왕 레드로넷」의 중간부에 사용예가 있다. 또 중국 무대에서 만든 푸치니의 가극 '투란도트'에서는 탐탐과 공이 효과적이지만, 특히 1막에서는 구혼의 신호로 '세 발의 징'이 설정돼 있어 이야기에서도 중요한 위치를 차지하고 있다.

## 참고 문헌
- 이부쿠베 아키라 관현악법 음악지우사, 1968년.
- 엑토르 베를리오즈, 리하르트 슈트라우스,『관현악법』코카지 쿠니타카 감수, 히로세 다이스케 옮김, 음악지우사, 2006년 2월.ISBN 978 - 4 - 276 - 10682 - 6 。